# Заватта, Ашилль
Ашилль Заватта (фр. Achille Zavatta; 6 мая 1915 год — 16 ноября 1993 год) — французский артист цирка и киноактёр.
Родился в семье владельца цирка Федерико Заватта в Ла-Гулет, Тунис (ныне Хальк-эль-Уэд, Тунис). С трёх лет выступал на сцене в цирковом шоу Zavatta Trio вместе с братьями Мишелем и Рольфом.
Наибольшего успеха Заватта добился в жанре пантомимы, став одним из ведущих артистов этого жанра в стране. Выступал на телевидении.  В 50-е годы он был самым высокооплачиваемым клоуном в мире. 

В 1962 году Ашилль выступал в перерывах конкурсных номеров на Евровидении, проходившем в Люксембурге. В 1973 основал свой цирк.
Был трижды женат.
Он покончил с собой в 1993 году, будучи смертельно больным, и был похоронен на кладбище Пер-Лашез в Париже.

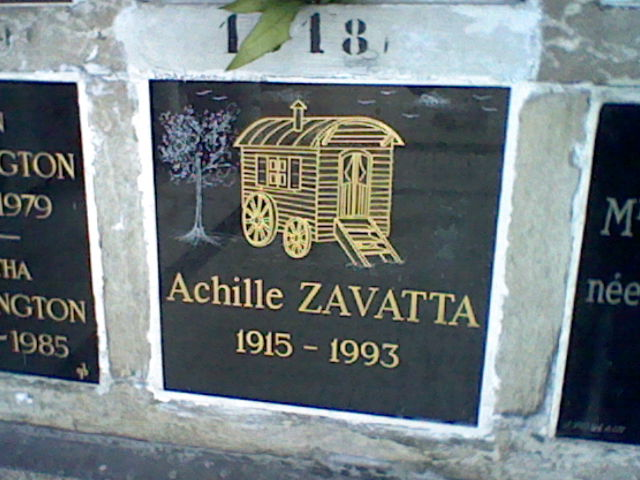
Могила артиста

## Фильмография
- Трапеция (1956)
- Du sang sous le chapiteau (1957)
- Зелёная лошадь (1959)
- Match contre la mort (1959)
- Проклятие Бельфегора (1967)
- Огонь любви[англ.] (1967)
- Большая мафия (1971)
- Le dernier des Camarguais (1977)
- Синема 16 (1977)